# Российская депозитарная расписка
Российская депозитарная расписка (сокр. РДР англ. RDR) — депозитарная расписка на акции иностранных компаний, которая обращается на российском финансовом рынке.
Именная эмиссионная ценная бумага, не имеющая номинальной стоимости, удостоверяющая право собственности на определенное количество акций или облигаций иностранного эмитента (представляемых ценных бумаг) и закрепляющая право её владельца требовать от эмитента российских депозитарных расписок получения взамен российской депозитарной расписки соответствующего количества представляемых ценных бумаг и оказания услуг, связанных с осуществлением владельцем российской депозитарной расписки прав, закрепленных представляемыми ценными бумагами. В случае, если эмитент представляемых ценных бумаг принимает на себя обязательства перед владельцами российских депозитарных расписок, указанная ценная бумага удостоверяет также право её владельца требовать надлежащего выполнения этих обязанностей.

## История
19 июля 2011 года президент России Дмитрий Медведев подписал закон, вносящий изменения в статью 309 Налогового кодекса России: доходы, полученные иностранными инвесторами от продажи акций российских компаний, котирующихся на фондовой бирже, больше не облагаются налогом на прирост капитала. Поправки будут иметь обратную силу в отношении сделок, осуществляемых иностранными инвесторами, начиная с 1 января 2011 года. Ранее применялся 20 % налог на прибыль при продаже акций российских компаний и производных инструментов.
В 2011 году по данным BNY Mellon, рынок российских депозитарных расписок занимает второе место в мире по капитализации, уступая Великобритании. Россия занимает второе место после Индии по количеству программ депозитарных расписок. Оборот акций на российских биржах составляет 60-70 % от оборота расписок на Лондонской фондовой бирже, даже несмотря на существующие ограничения.

## Российские депозитарные расписки компании РУСАЛ
Первыми РДР, начавшими торговаться 24 декабря 2010 г. и прошедшими листинг на площадках ФБ ММВБ (торговый код «RUALR») и РТС (торговый код «RUAL»)) 16 декабря 2010 г., являются РДР на торгующиеся на Гонконгской фондовой бирже обыкновенные акции объединённой компании «Русал», которая зарегистрирована на острове Джерси (юрисдикция Великобритании). Одна депозитарная расписка предоставляет держателю право на десять акций компании. РДР, выпущенные в рамках данной программы, не имеют номинальной стоимости, но начальная цена составила 460,0 руб. за 1 расписку. Банком депозитарием — эмитентом расписок выступил Сбербанк России. Финансовым консультантом ОК РУСАЛ по организации первой РДР программы выступил ВТБ Капитал.
РУСАЛ — первая в России компания, реализующая программу выпуска РДР. Целью программы является повышение привлекательности акций РУСАЛа и обеспечение доступа к ним широкого круга инвесторов, ориентированных на российские акции. Листинг РДР на российских биржах также потенциально будет способствовать включению РУСАЛа в индекс MSCI Russia, что создаст дополнительный спрос на ценные бумаги компании.

## Российский индекс депозитарных расписок
В терминологии российского законодательства не является таковым, так как в его основе лежат депозитарные расписки российских компаний, торгуемые за рубежом.
Российский индекс депозитарных расписок (RDX), разработан Венской фондовой биржей, состоит из российских депозитарных расписок, торгуемых на Франкфуртской и Лондонской фондовой бирже.
Стартовое значение Индекса RDX - 1000. Был введен 8 октября 1997 года.Этот индекс рассчитывается в евро и долларах США.